# P. Box
P. Box — венгерская хард-рок группа, образованная двумя бывшими членами группы P. Mobil: Sándor Bencsik и István Cserháti в 1980 году.
Группа распалась в 1986 году из-за Cserháti, который уехал в Дебрецен, это в 220 км от столицы Будапешт.
Группа была возрождена в 2001 году Cserháti, с членами групп Szfinx и Aberra.
21 августа, 2005, Cserháti умер от рака в 51 год.
В ноябре 2005 года, группа изменила официальное название на Pandora’s Box (название означает «ящик Пандоры»).
Группа распалась в 2006 году, проведя свои последние концерты 3 ноября 2006 года в Дебрецене и 11 ноября 2006 года в Будапеште. Между тем двое бывших членов, József Sáfár и István Szabó создали новую группу с тем же именем в 2009 году.

## Состав

### Вокал
- Miklós Varga 1980—1983, 1986
- Gyula Vikidál (ex-P. Mobil, ex-Dinamit) 1983—1986
- Árpád «Kori» Koroknai (ex-Szfinx) с 2001

### Гитары
- Sándor «Samu» Bencsik (ex-P. Mobil) 1980—1986 (†1987)
- József «Günter» Sándor (ex-Szfinx) с 2001

### Бас
- József «Öcsi» Sáfár (ex-V’73, ex-Volán) 1980—1984
- László «Zsöci» Zselencz (ex-Edda) 1985—1986
- Tibor «Cézi» Ferenczi (ex-Aberra) с 2001

### Барабаны
- István Szabó 1980—1984
- Zoltán Pálmai (ex-P. Mobil, ex-Hobo Blues Band) 1985—1986
- Tamás Bodó (ex-Aberra) с 2001

### Клавишные
- István Cserháti (ex-P. Mobil) 1980—1986; 2001—2005 (†2005)
- Krisztián Szabó с 2005 (сессия на клавишных на концертах, позже член группы)

## Дискография

### Альбомы
- 1982: P. Box
- 1983: Kő kövön
- 1985: Ómen
- 2002: Reményre ítélve
- 2003: Vágtass velünk! (live)
- 2005: Pangea

### Сборники
- 1995: A zöld, a bíbor és a fekete
- 1999: P. Box + Kő kövön

### Синглы
- 1981: Halálkatlan/A bolond
- 1982: A zöld, a bíbor és a fekete /Valami rock and roll
- 2001: Újra nyitva